# Motor V12

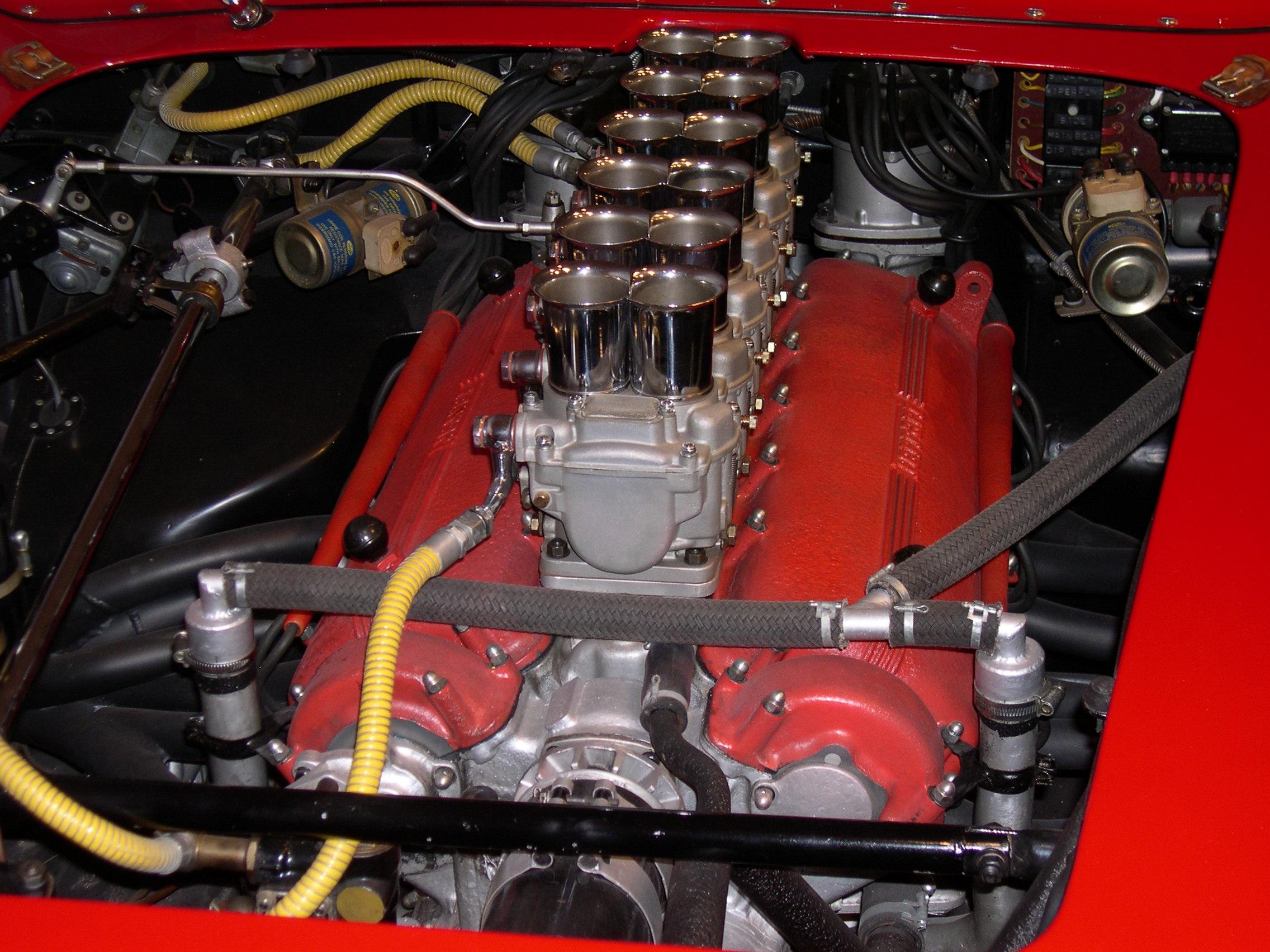
Motor V12 de un Ferrari 250TR Spyder de 1961.

En mecánica automotriz, un motor V12 es aquel que posee dos bancadas de 6 cilindros con cárter y cigüeñal común a ambas, generalmente con una abertura de 60° o 120° entre ellas.

## Historia
El primer V12 se fabricó en 1904 por Ailsa Craig Engines en conjunto con Putney Motor Company en Londres. Tenía una cilindrada de 18.3 L y un rendimiento de 152 CV con un peso de 430 Kg. Se le denomina Craig-Dörwald V12 y fue diseñado para una embarcación de carreras de 12 metros.

## Descripción
Cada bancada es, básicamente, un bloque de 6 cilindros en línea, configuración que se caracteriza por su finura de funcionamiento, prácticamente ausente vibraciones; por lo que no necesita ejes de equilibrado. Por lo tanto, un motor V12, con las bancadas de cilindros a 60°, 120° o incluso 180° (configuración usada en el pasado, por ejemplo, Ferrari, en el motor del Testarossa de 1984 y en el de sus sucesores 512TR y F512M) se caracteriza por su todavía mayor fineza de funcionamiento debido a que las explosiones de los cilindros se suceden en intervalos de tiempo ho menores, produciéndose una cada 60° de giro del cigüeñal en un motor de cuatro tiempos, lo que también posibilita el funcionamiento del motor a muy pocas revoluciones (menos de 1500 rpm) sin ningún tipo de vibraciones ni tendencia a calarse. Es por esto por lo que son motores muy usados en vehículos de lujo.